# Cibunar (Tarogong Kidul)
Cibunar is een bestuurslaag in het regentschap Garut van de provincie West-Java, Indonesië. Cibunar telt 4895 inwoners (volkstelling 2010).